# ヒゲミズヘビ
ヒゲミズヘビ（髭水蛇、Erpeton tentaculatum）は、ミズヘビ科ヒゲミズヘビ属に分類されるヘビ。本種のみでヒゲミズヘビ属を構成する。

## 分布
カンボジア、タイ、ベトナム

## 形態
全長60-100センチメートル。頭部は小型。胴体は太い。腹面を覆う鱗（腹板）は退化している。体色は褐色や灰褐色で、縦縞が入る個体と暗色斑が入る個体がいる。
吻端に小型鱗で覆われた髭状突起が左右に1つずつある。この突起で水中の振動を感知し、濁った水中でも獲物を捕まえたり外敵の存在を察知することができると感覚器官と考える説もある。奥歯に毒牙がある（後牙類）が、毒性は低い。

## 生態
植生が多く、流れの遅い淡水中に生息する。完全水棲で滅多に陸に上がることはないが、乾季には泥に潜って耐える。また陸上ではあまり素早く動くことはできない。危険を感じると体を伸ばして硬直する。
食性は動物食で、魚類、甲殻類などを食べる。
繁殖形態は胎生。1回に5-13頭の幼蛇を産む。

## 人間との関係
ペットとして飼育されることもあり、日本にも輸入されている。アクアリウムで飼育される。水量は多めにする。絡みつける細い流木や枝、水草などを入れて隠れ家代わりにする。